# 1980 у футболі
Нижче наведені футбольні події 1980 року у всьому світі.

## Події
- Відбувся шостий чемпіонат Європи, перемогу на якому здобула збірна ФРН.
- Відбувся дванадцятий кубок африканських націй, перемогу на якому здобула збірна Нігерії.

## Національні чемпіони
- Англія: Ліверпуль
- Аргентина
  - Метрополітано: Рівер Плейт
  - Насьйональ: Росаріо Сентраль
- Бразилія: Фламенго
- Італія: Інтернаціонале
- Іспанія: Реал Мадрид
- Нідерланди: Аякс (Амстердам)
- Парагвай: Олімпія (Асунсьйон)
- Португалія: Спортінг (Лісабон)
- СРСР: Динамо (Київ)
- Югославія: Црвена Звезда